# Hyperolius diaphanus
Hyperolius diaphanus és una espècie de granota de la família dels hiperòlids que viu a la República Democràtica del Congo i, possiblement també, a Burundi i Ruanda.
Està amenaçada d'extinció per la pèrdua del seu hàbitat natural.